# جثة رخاخ

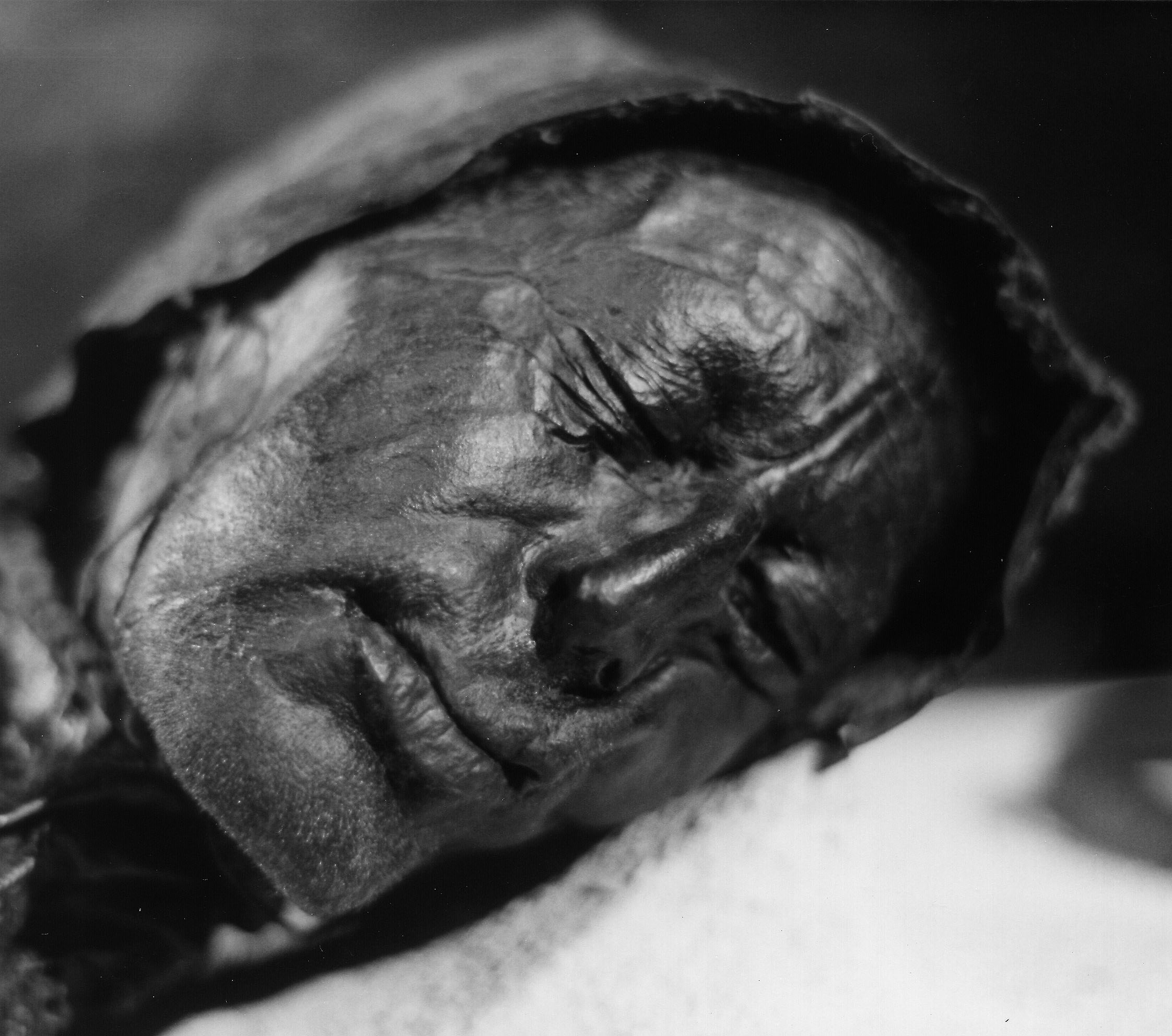
مومياء تولوند قد عاش في القرن الرابع قبل الميلاد، هذا المومياء من الامثلة الأكثر دراسة لاجسام بوج

جسم بوج هو جثة إنسان محنطة طبيعيا في مغيض أو بركة طحالب. هذه الاجسام، التي تعرف أحيانا باسم اناس البرك أو اناس الجيفة، منتشرة على نطاق واسع جغرافيا وزمنيا على حد سواء.هذه الاجسام قد تعود إلى فترة زمنية بين 8000 قبل الميلاد و بين الحرب العالمية الثانية. العامل المشترك بين كل الأجسام المغيضية هو أنها قد وجدت في مستنقعات طينية تحتوي على بقايا اشجار (مغيض) و النباتات الحزازية وقد تم الحفاظ هذه موميات جزئيا. ومع ذلك، فإن المستويات الفعلية للتحنيط قج تختلف اختلافا كبيرا من الحفاظ أو التحنيط الكامل أو لمجرد بقاء هياكل عظمية.
على العكس من أكثر البقايا البشرية, ألاجسام المغيضية عاداً تبقي على الأعضاء الداخلية للجسم و الجلد وذالك نتيجة لوضعية المنطقة المحيطة بالجثث. هذه الظروف تشمل درجة عالية من حمضية المياه، وانخفاض درجة الحرارة، ونقص الأكسجينك وهذه الظروف تجتمع  ليتم الحفاظ على الاجسام ولكن الظروف نفسها تؤدي إلى سواد بشرتهم بشدة. مع العلم أن البشرة يتم الحافظة عليها، العظام  في أكثر الأحيان تتفسر بسبب الحمضية العالية التي تؤدي إلى ذوبان فوسفات الكالسيوم في العظام.

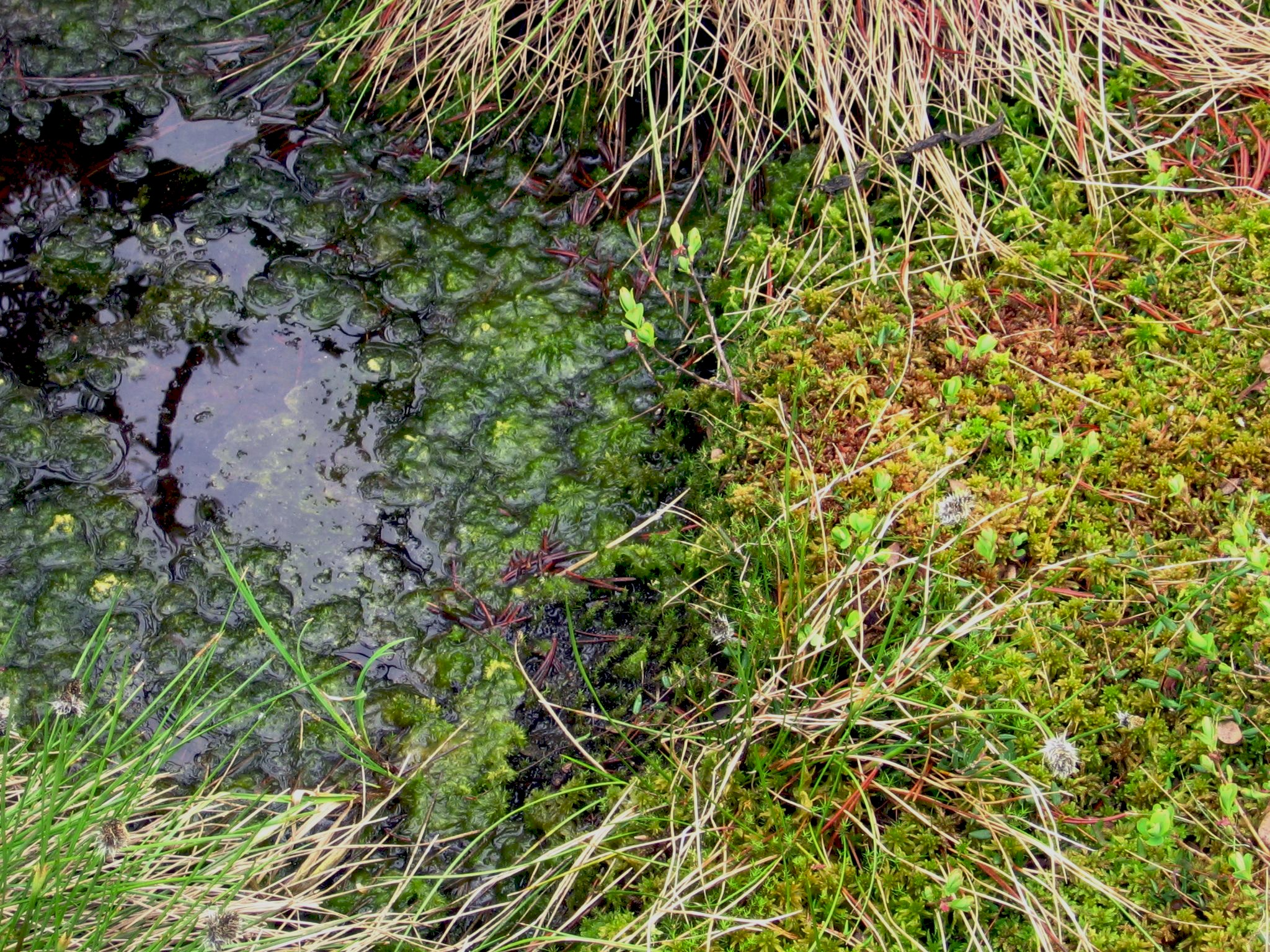
صورة لمغيض يحتوي علي الطحالب التي تساعد علي التحنيظ.